# Laeticia Goepfert
Pour les articles homonymes, voir Göpfert.
Laeticia Goepfert, née à Strasbourg (France), est une artiste lyrique mezzo-soprano française.

## Biographie
Laeticia Goepfert étudie dès l'âge de 5 ans le violon. Après un premier prix à l'unanimité de danse contemporaine elle intègre le Conservatoire à rayonnement régional de Nice puis le Conservatoire à rayonnement régional de Paris en classe de chant lyrique dans la classe de Fusako Kondo et y obtient son master en chant en 2015.
Elle est accompagnée tour à tour par Maria Rosa Carminati et Anna Maria Panzarella. Elle a pu bénéficier des conseils de Roberto Benzi.
Elle fait ses débuts à l’Opéra de Nice en 2013, pour le rôle soliste principal de la création de Clément Althaus Diogène.
Soliste internationale pour l'Opéra de Monte-Carlo, l'Opéra de Dubaï, l'Opéra de Nice et autres maisons elle chante Flora dans Tosca, Carmen dans le rôle éponyme, Rosine dans Le Barbier de Séville, Histoire d’Offenbach écrit par Frédérique Varda avec Marc Larcher et Marion Baglan, la comtesse dans les Valses de Vienne, le Requiem de Mozart, les Vêpres Solennelles de Philippe Bender, Metella dans La Vie parisienne, la saudade d'étoile de Pierre Thilloy.
Elle interprète l'unique rôle soliste du Miroir de Jésus, de André Caplet à l'Opéra de Nice sous la direction de Giulio Magnanini.
Dirigée par Frédéric Deloche, Pierre Thilloy, David Hurpeau, Bruno Membrey, Claude Cuguillère, Dominique Trottein, Alain Joutard, Patrick Nebbulla, elle a chanté aux côtés d'Amélie Robins, Philippe Ermilier, Marc Larcher, Claudia Sasso, Ismaël Billy, Charlotte Despaux, Richard Rittelman, Christophe Berry, Cécilia Arbel, Bruno Robba, Norah Amsellem, Avi Klemberg, Charlotte Bonnet…